# Tất lưới

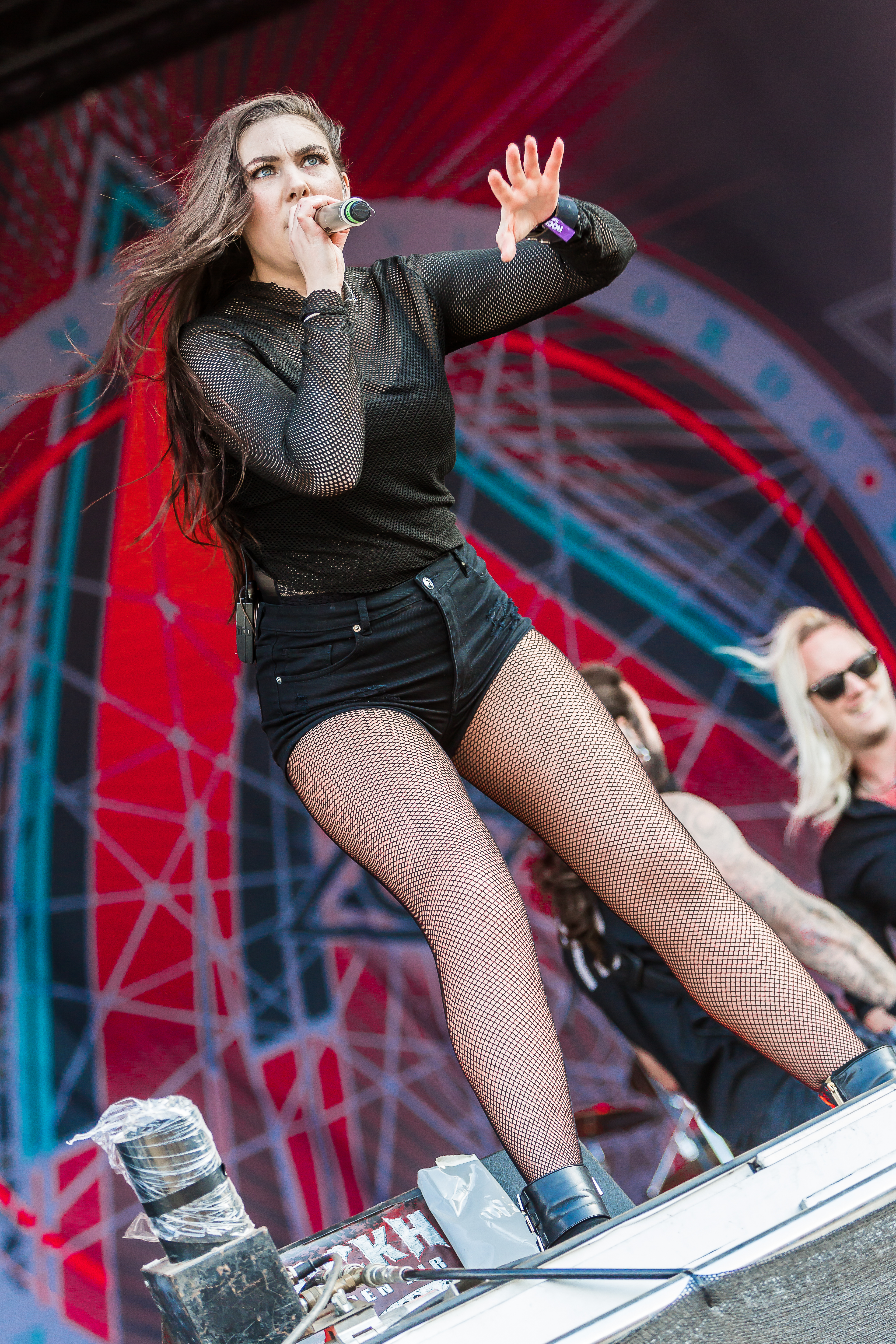
Elize Ryd mặc tất lưới trong một màn trình diễn năm 2018

Trong ngành may mặc, tất lưới (Tiếng Anh: fishnet) là một loại tất dài với mắt đan mở hình thoi; nó thường xuyên được sử dụng làm chất liệu cho quần tất, quần bó, găng tay, hoặc bodystocking. Tất lưới đa dạng về màu sắc, mặc dù màu đen matte thường được dùng làm màu truyền thống nhất. Tất lưới thường được chiêm ngưỡng trên chân hoặc tay qua phong cách thời trang goth và punk, nhưng chúng cũng được thấy trên những bộ cánh thông thường như một điểm nhấn thời trang. Tương tự như nội y, tất lưới được đón nhận như một loại phụ kiện mang tính gợi tình và thông thường gây liên tưởng tới những hoạt động giải trí người lớn. Tất lưới được sử dụng nhiều nhất làm đồ lót, và cũng như cách mà nó định hình đường cong cơ thể qua màn lưới bó sát cơ thể, nó tạo điểm nhấn cho cơ bắp của người mặc.
Một ứng dụng thiết thực hơn của tất lưới đó là tính bó sát của nó trong các hoạt động thể thao thời tiết lạnh ngoài trời, bao gồm leo trèo, săn bắn, câu cá, trượt tuyết, và leo núi. Trong bối cảnh này, tất lưới thường được đan từ sợi polypropylene, len merino, hoặc nylon, và chúng cung cấp một số những lợi ích nhất , vượt trội so với cách thức đắp lớp đan khắng khít thông thường. Các tiện ích này liên quan tơi việc có một lượng lớn không gian trống trong cấu trúc sợi tất lưới, cô lập không khí để tạo ra sự ấm áp trong điều kiện mát mẻ, và cho phép lưu thông hơi ẩm một cách thông thoáng từ bề mặt da sang các lớp bên ngoài, giảm thiểu tối đa thất thoát nhiệt.

## Lịch sử
Trong thập niên 1920, tất lưới xuất hiện như một sản phẩm thay thế thịnh hành tại Hoa Kỳ và được phụ nữ ưa chuộng, ví dụ như trong giới showgirl, phần lớn bởi sự thật là tất lưới cho phép khoe thân nhiều hơn các loại quần tất và tất dài đương thời.
Tất lưới về sau nổi bật như một xu hướng thời trang tất yếu trong thời kỳ hậu thế chiến trong giới pin-up và print-porn với các nữ người mẫu nhưu Bettie Page, Jane Russell và Marilyn Monroe, thường xuyên xuất hiện trong bộ cánh với tất lưới.
Trong các thập niên 1970 và 1980, thời trang phản văn hóa punk, bao gồm tất lưới, thường được mặc với các vết rách lớn, toác hoác trên tất stocking hoặc rách rưới, như một sự liên tưởng tới BDSM.

## Trong văn hóa pop

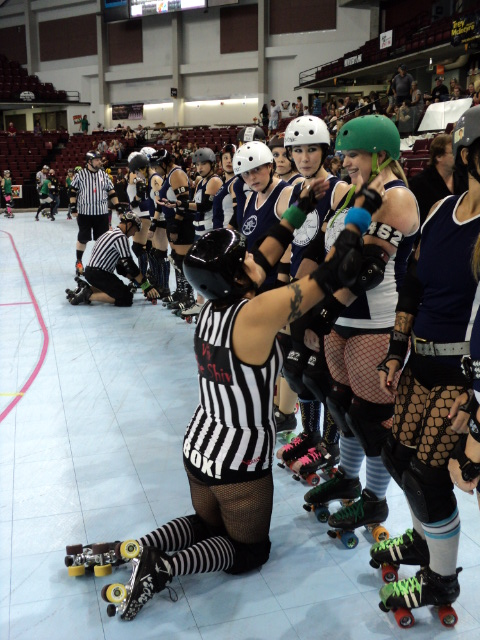
Các tuyển thủ môn Roller derby tại khoảnh khắc kiểm tra thiết bị, đang mặc các loại quần tất dạng lưới từ lưới thô cho tới lưới mịn.

- Một số nhân vật trong Izuna: Legend of the Unemployed Ninja mặc áo lót làm tử vải lưới.
- Trong bộ anime và manga One Piece, phẫu thuật viên của đoàn cướp biển Thriller Bark, Dr. Hogback, mặc một chiếc áo lưới. Tính cách của nhân vật này và toàn bộ tập Thriller Bark được dựa trên phim kinh dị, do đó có thể là dựa trên chương trình The Rocky Horror Picture Show chính nó. Nico Robin trong Thriller Bark mặc tất lưới. Kalifa của CP9 cũng mặc tất lưới. Zambai của Gia đình Franky mặc vải lưới dưới bộ giáp của mình.